# Handroanthus impetiginosus
L'espècie Handroanthus impetiginosus, abans Tabebuia impetiginosa o Tabebuia avellanedae, anomenada ipé rosat, és un arbre de la família de les bignoniàcies nadiu d'Amèrica, que creix des del nord de l'Argentina fins a Mèxic. Actualment es distribueix principalment a Bolívia i al nord-est de l'Argentina. A la seva àrea de distribució és conegut amb el nom castellà de lapacho rosado pel color de les seves flors, mentre que al Brasil es coneix amb el nom d'ipê-roxo o piúva.

## Ecologia
És un arbre que prefereix sòls arenosos i humits.

## Descripció
Arbre monoic que pot arribar a fer 30 metres d'alçada i 80 cm de diàmetre de tronc. Presenta un fullatge, a la part alta, caducifoli. Rel axonomorfa amb tiges llenyoses. Les fulles són compostes, oposades i peciolades, de color verd. Generalment de 5 folíols el·líptics, lanceolats, i lleugerament serrats. Tenen una mida de 5 a 6 cm de longitud i de 4 a 9 cm d'amplada amb el marge sencer a la part inferior i lleugerament dentat a la superior. La inflorescència és en panícula (raïm de raïms), i les flors són hermafrodites, grans de forma tubular constituïda per 5 túbuls. La corol·la és gamopètala i d'un color rosat o morat, supera els 4 cm de longitud i la seva simetria és zigomorfa. El calze és gamosèpal. L'androceu és del tipus estaminodi amb 4 estams. El gineceu pluricarpel·lar. El fruit és una càpsula cilíndrica, estreta i dehiscent, la qual conté nombroses llavors alades.
L'escorça de l'ipé rosat és la part de la planta que s'utilitza com a droga.

## Composició química / principis actius
Lapachol, desoxilapachol, nafoquinones, antraquinones, saponòsids i flavonoides.

## Acció farmacològica / propietats
- Té efecte astringent: antidiarreic i cicatritzant
- Antibacterià
- Antifúngic
- Analgèsic
- Antiinflamatori
- Diurètic

## Usos
S'utilitza en casos de diarrees. La medicina popular l'empra per les afeccions renals o vesicals. La decocció de l'escorça trossejada és coneguda com un remei per a malalties del sistema uro-genital.

## Toxicitat
A altes dosis origina nàusees, i vòmits. També presenta un efecte anticoagulant.